# تمثال سيرجي كيروف
تمثال سيرجي كيروف (الروسية: Памятник Сергею Мироновичу Кирову) هو نصب تذكاري في مدينة روستوف على نهر الدون ، في روستوف أوبلاست ، روسيا. وافتتح في عام 1939.

## تاريخ
كان سيرجي ميرونوفيتش كيروف في روستوف في ربيع عام 1918 ، حيث شارك في المؤتمر الأول لجمهورية الاتحاد السوفياتي دون
تم افتتاح تمثال سيرجي كيروف في 30 أبريل عام 1939. تم نصب النصب التذكاري في الحديقة، التي سميت كيروف بارك. في المكان الحالي من للتمثال كان هناك كنيسة التي تم هدمها في عام 1930. وفقا لأسطورة المدينة، تم استخدام رخام الكنيسة كمواد للنصب التذكاري.
خلال الحرب العالمية الثانية، أنقذ سكان روستوف النصب من الدمار ودفنوه. وفي عام 1945 ، تم أخرج من الأرض لكي يدشنو النصب مرة أخرى.
كان نصب كيروف تراثا ثقافيا ذات أهمية فيديرالية، ولكن في عام 1997 تم تخفيض مكانته إلى أهمية إقليمية. في أكتوبر 2005 ، تم تفكيك نصب كيروف وتم نقله إلى ورشة الترميم. في ديسمبر من نفس العام، تم وظع النصب التذكاري في المكان الجديد.